# Сантомена
Сантомѐна (на италиански: Santomenna) е село и община в Южна Италия, провинция Салерно, регион Кампания. Разположено е на 540 m надморска височина. Населението на общината е 461 души (към 2013 г.).